# Hymenaster cremnodes
Hymenaster cremnodes är en sjöstjärneart som beskrevs av Hubert Lyman Clark 1920. Hymenaster cremnodes ingår i släktet Hymenaster och familjen knubbsjöstjärnor. Inga underarter finns listade i Catalogue of Life.